# Конторович, Лев Зиновьевич
Лев Зиновьевич Конторович (род. 30 января 1947, Москва) — профессор. Художественный руководитель Академического Большого хора Российского государственного музыкального телерадиоцентра. Народный артист Российской Федерации (2013).

## Биография
В 1965 окончил Московское государственное хоровое училище им. А. В. Свешникова.
В 1969 году окончил Московскую государственную консерваторию имени П. И. Чайковского, где занимался хоровым дирижированием у профессора К. Б. Птицы, симфоническим дирижированием у профессора Л. М. Гинзбурга и инструментовкой у А. Г. Шнитке. По окончании консерватории Л. З. Конторович вернулся в училище преподавателем специальных дисциплин и дирижером хора мальчиков, а в 1992 году назначен заведующим кафедрой хорового дирижирования Академии хорового искусства.
С 1996 года — профессор Л. З. Конторович преподаёт в Московской консерватории на кафедре хорового дирижирования, с 2018 — заведующий кафедрой.
С 2011 по 2017 год преподавал на кафедре современного хорового исполнительского искусства МГК имени П. И. Чайковского, с 2012 года — заведующий кафедрой.
С 2005 года Л. З. Конторович — художественный руководитель Академического Большого хора «Мастера хорового пения».
В 2008 и 2012 годах Академический Большой хор под руководством Льва Зиновьевича принимал участие в церемониях инаугураций Президентов Российской Федерации Владимира Владимировича Путина и Дмитрия Анатольевича Медведева.

## Публикации
- «Камерный хор Московской консерватории. Формула успеха. К 80-летию Бориса Тевлина» — Москва, 2012;
- «Дирижерско-хоровое образование. Традиции и современность» — Москва, 2014;
- «Избранные прелюдии и фуги из „ХТК“: Транскрипции для хора a cappella Л. З. Конторовича» — Москва, 2016;
- «Шедевры мировой вокальной классики» — Москва, 2017[1]

## Ученики
- Ясенков Тарас Юрьевич — хормейстер;
- Белова Анна Сергеевна — хормейстер;
- Терентьев Сергей Сергеевич — хормейстер.

## Награды и звания
- Орден «За заслуги в культуре и искусстве» (7 октября 2022 года) — за большой вклад в развитие отечественной культуры и искусства, многолетнюю плодотворную деятельность[3].
- Народный артист Российской Федерации (8 апреля 2013 года) — за большие заслуги в области кинематографического, музыкального, театрального и хореографического искусства[4].
- Заслуженный деятель искусств Российской Федерации (19 ноября 1997 года) — за заслуги в области искусства[5].
- В 2017 году награждён Медалью ордена Русской Православной Церкви «Славы и Чести» I степени.
- В 2014 году «За примерное служение Отечеству и высокополезные труды во благо Государства Российского» профессору Л. З. Конторовичу объявлена Благодарность Главы Российского Императорского Дома Великой Княгини Марии Владимировны.